# Храм Всех Святых (Андижан)
Храм Всех Святых — действующий православный храм Ташкентской и Узбекистанской епархии Среднеазиатского митрополичьего округа Русской православной церкви, расположенный в городе Андижан.
Храм и колокольня заложены в 1956 году, построены в 1957 году, освящёны в 1957 году, в честь Всех Святых, рассчитан на 500 прихожан, по штату при храме положен один священник, престольный праздник в 1-ю неделю по Святой Пятидесятнице.

## История
После того как были закрыты храмы: Святого Сергия Радонежского в 1930 году храм снесён и Святого Николая Чудотворца в 1932 году храм был закрыт и часовня: Святого Георгия Победоносца в 1931 году часовня была закрыта, то русская православная община стала нуждаться в новом помещении.
Батюшка, служивший, в те года не мог, ни купить новый дом, не организовать новый приход, так и не стало русской православной общины.
В 1957 году было организовано собрание местных жителей, которые, и решили о возобновление православия в городе. Ими был выкуплен дом на улице Пушкина (так она называлась с 1900 по 1950, а с 1950 по 1991 имени Крупской) ныне Мусаева, где и был организован храм.
После многочисленных перестроек в храме появились колокольня, молельный зал, абсида. Здание храма представляет собой вытянутый прямоугольник. В храме много церковной утвари.
На службах можно увидеть не так много прихожан в будни 10, а в праздник 20-30 прихожан, а в престольные праздники около 100 прихожан.
Храм находится в ведении Ташкентской и Узбекистанской епархии.
Сам храм находится далеко от центра города, поэтому лучше всего взять такси ориентир улица Пушкина.

## Священнослужители
с 1990 по 1996 настоятель иерей Сергий Монжош
- с 1996 по 2013 настоятель — протоиерей, митрофорный Стефан Бочаров.
- с 2013 по 2022 год настоятель — священник, иерей Игорь Лосев, клирик Кафедрального Собора Успения Божией Матери.
- с 2022 настоятель священник, иерей Игорь Максудов.

## Фото

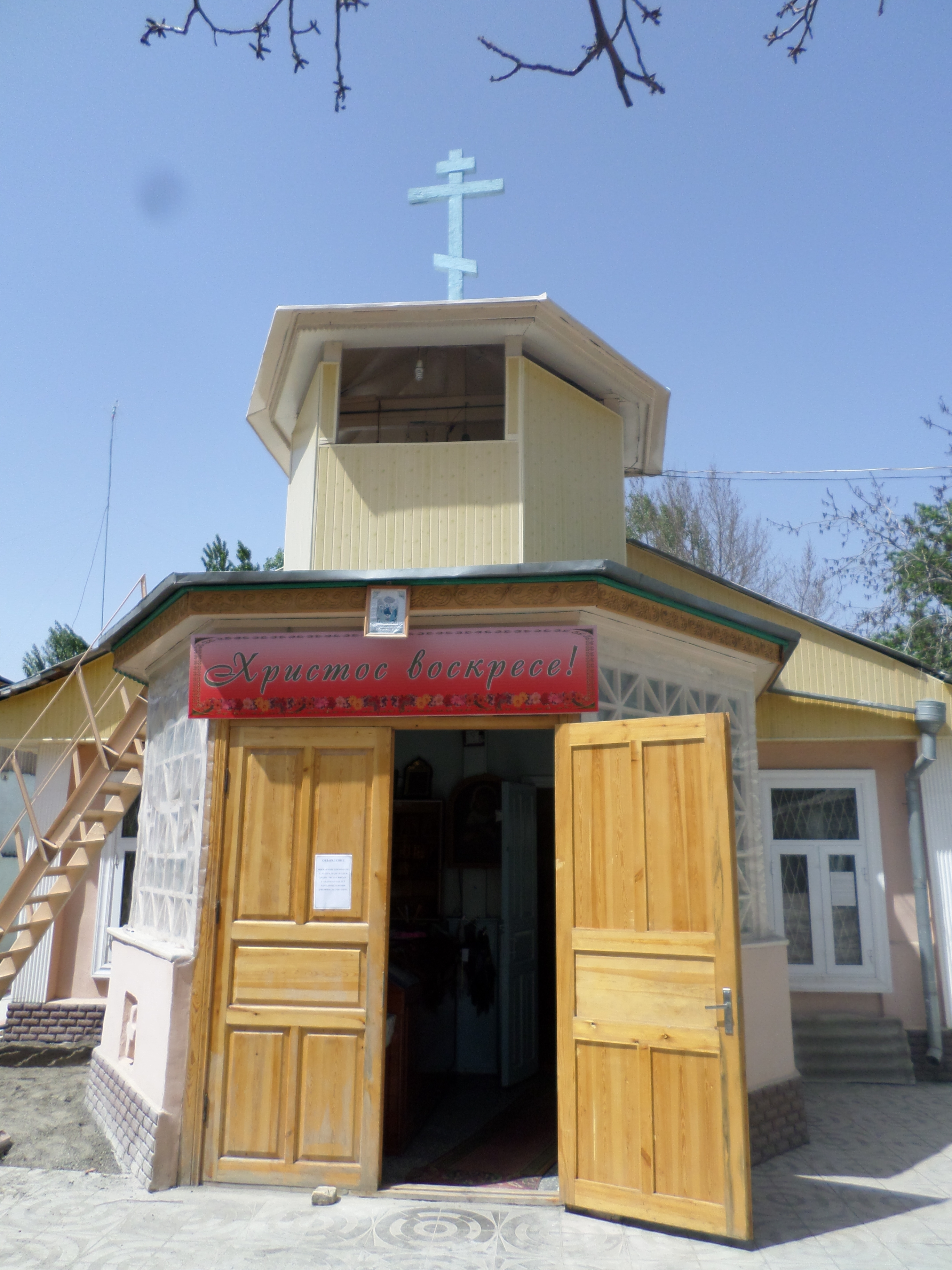
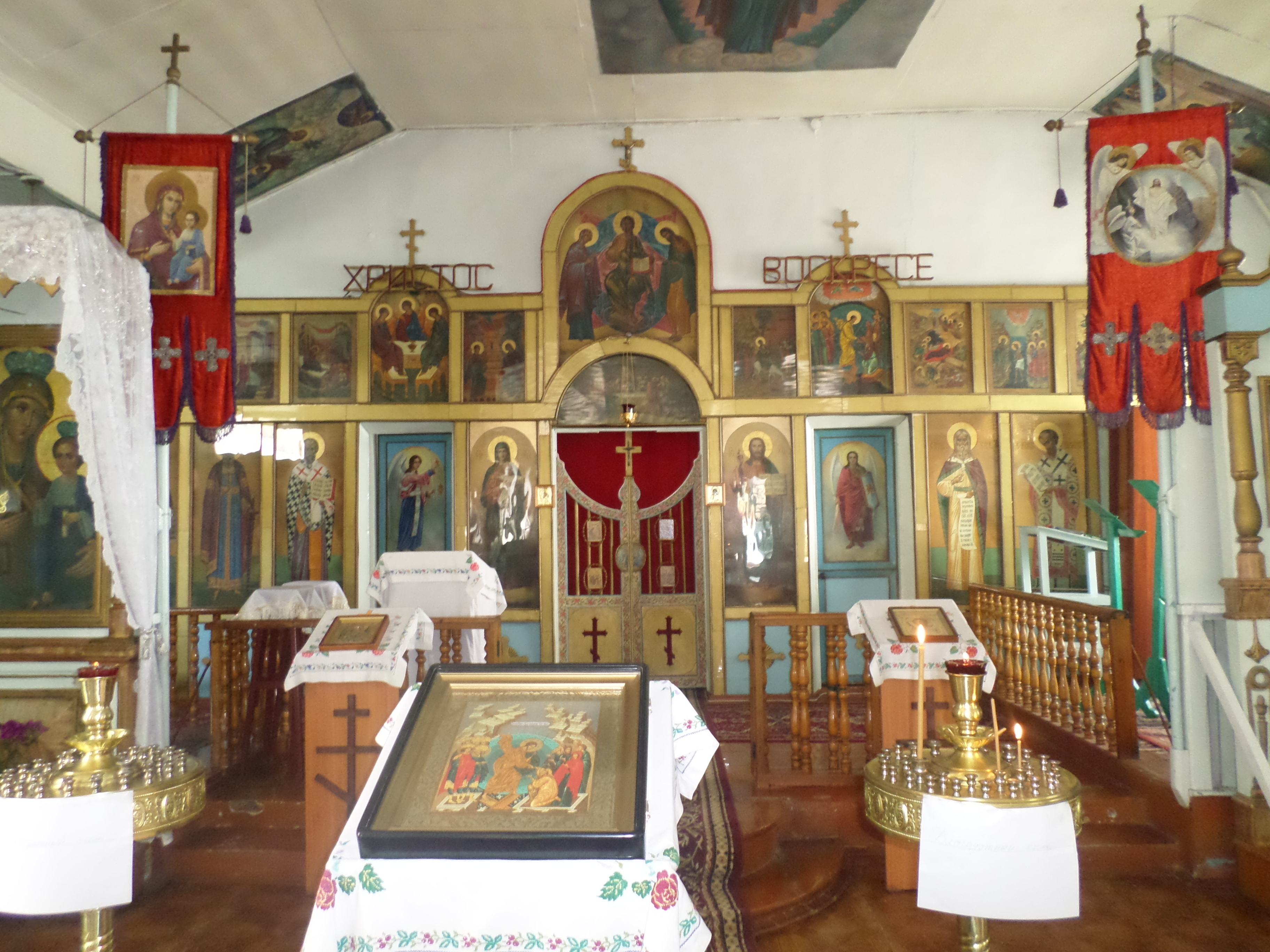
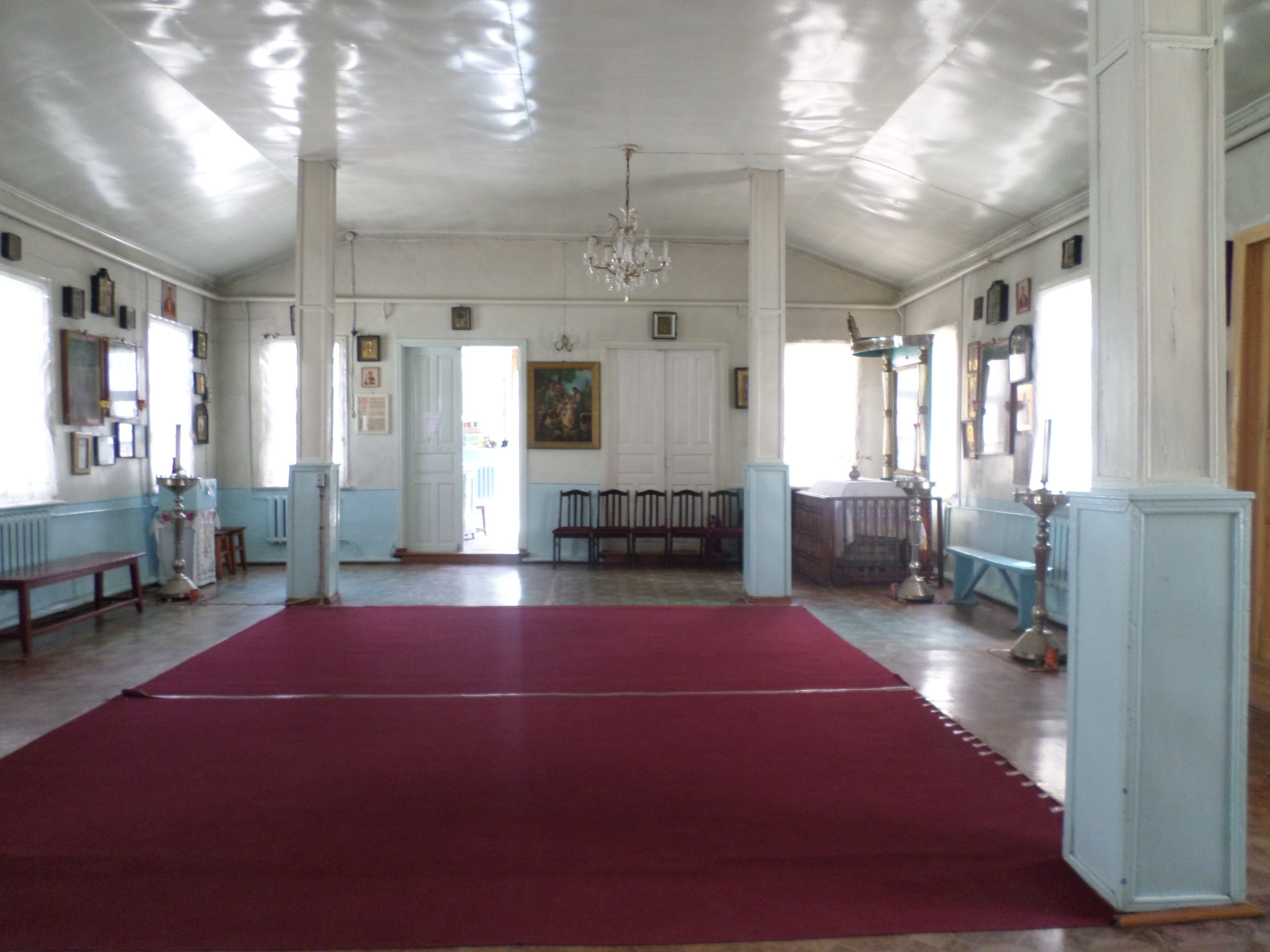